# Báthory (Adelsgeschlecht)

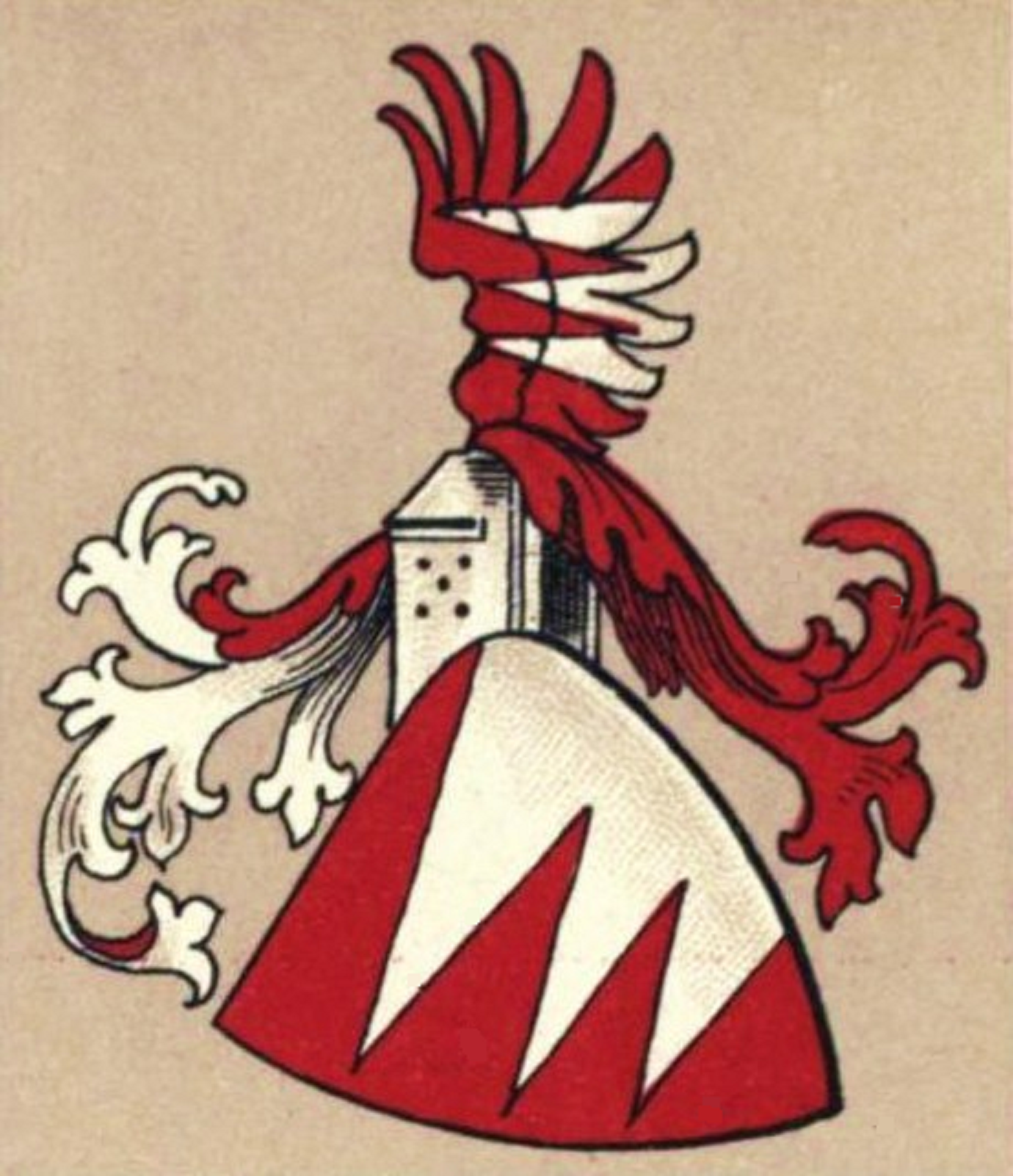
Stammwappen der Báthory

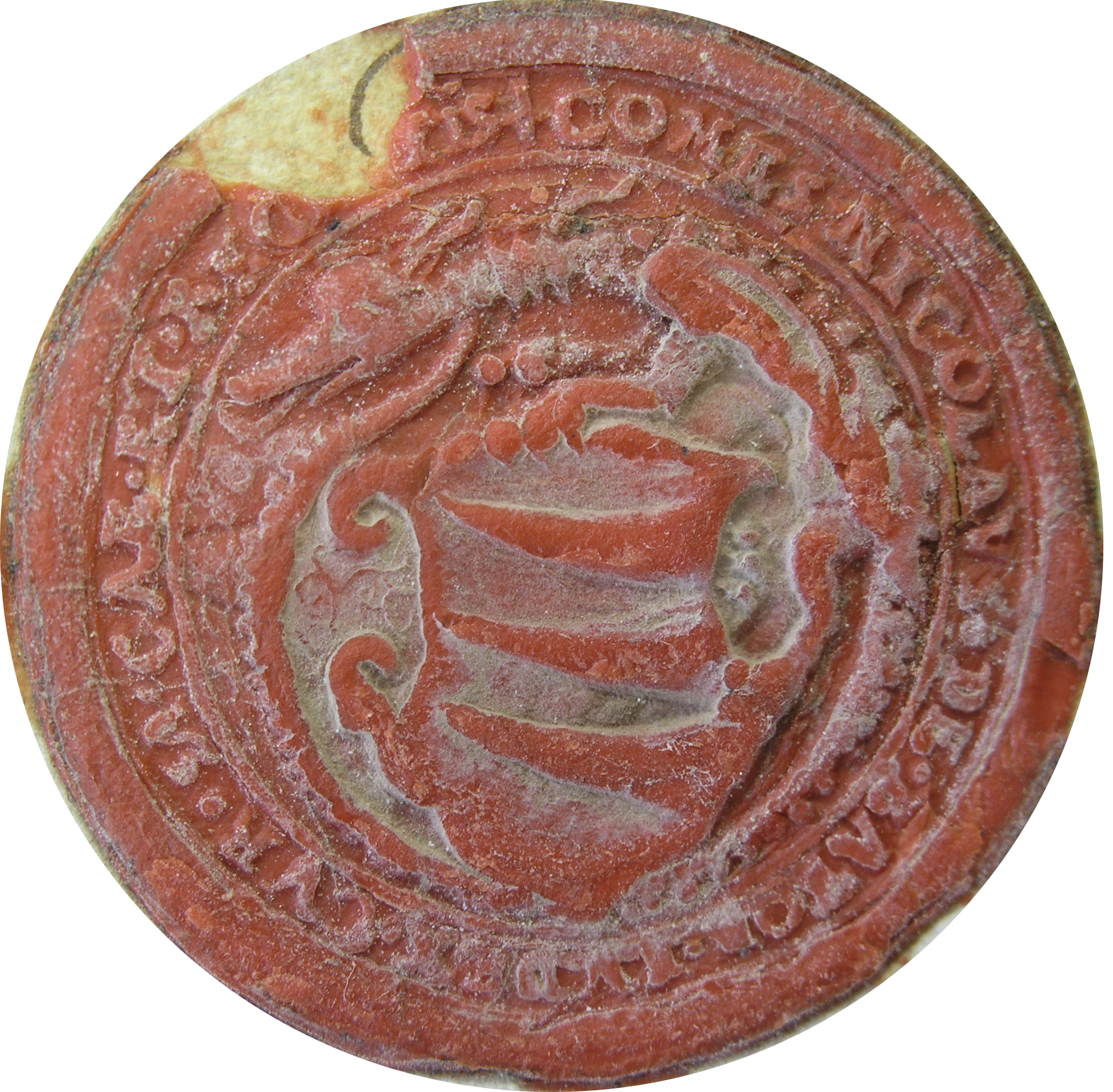
de Báthor Nicolaus 1569 Košice

Die Báthory (de Báthor) waren eine hochadelige Familie in Ungarn, die überall im Lande Lehen und Burgen besaß. Sie stellten einen König von Polen, diverse Wojewoden von Siebenbürgen, einen Palatin von Ungarn, Bischöfe und Königliche Richter. Sie waren im 16. und 17. Jahrhundert in einen langanhaltenden Machtkampf mit dem Haus Habsburg um Ungarn, Transsylvanien und einmal auch Polen involviert, der mal mit politischen, mal mit militärischen Mitteln ausgefochten wurde und bei dem das Haus Báthory letztlich unterlag. Im Zuge dieser Auseinandersetzungen wurde Elisabeth Báthory verhaftet und festgesetzt.

## Stammtafel

### Frühe Báthory
Briccius Báthory, Sohn des Andreas von Rakomáz aus dem Hause Guthkeled, Stammvater der Báthory
1. Nicolaus Báthory
  1. Agneta
  2. Barbara
2. Johannes Báthory
  1. Ladislaus Báthory ⚭ Anna, Tochter des Moritz Megyes allya
    1. Elisabeth ⚭ Georg von Debrecezen
    2. Stanislaus Báthory, Stammvater des Zweiges der Stanislofi
    3. Georg Báthory
      1. Johannes Báthory
      2. Anton Báthory ⚭ Anna
        1. Ladislaus Báthory

      3. Barnabas Báthory

  2. Georg Báthory
    1. Johannes Báthory ⚭ Margarethe Drugeth von Homonna
      1. Georg Báthory
      2. Michael Báthory
        1. Catharina

      3. Ladislaus Báthory
3. Andreas Báthory, Statthalter von Buda, Bischof von Großwardein
4. Leukus Báthory = Levkösch, Stammvater der Báthory von Ecsed
  1. Peter Báthory
    1. Johannes Báthory ⚭ Catharina, Tochter des Johannes, Sohn des Pethew von Zántó, (siehe unten weitere Nachkommen der Linie Ecsed)

  2. Benedict Báthory
5. Clara ⚭ Batiz von Ungarn

### Die Stanislofi
Da die Nachkommen des Stephan (1477–1534), Wojewode von Transsylvanien, als der Zweig der Báthory von Somlyó bezeichnet wurden, verstand man ab seiner Generation unter den Stanislofi im engeren Sinne die jüngeren Stanislofi, die Nachkommen der jüngeren Brüder von Stephans Vater, Johannes und Stephan. Ihre Zweige waren die einzigen der Báthory, die im Sinne der Patrilinearität 1802 noch nicht „ausgestorben“ waren.
1. Johannes Báthory
2. Ladislaus Báthory
3. Stephan Báthory ⚭ Ursula, Tochter des Benedict Thuróczi, ⚭ Dorothea
  1. Ladislaus Báthory ⚭ Potentiana (Frau des Petrus Jakch von Kusal)
    1. Margaretha
    2. Christina

  2. Georg von Báthory
    1. Anton Báthory

  3. Peter Báthory
  4. Matthäus Báthory, genannt Mattyus
  5. Nicolaus Báthory (1462–1500) ⚭ Sophia von Lossoncz
    1. Bartholomäus Báthory ⚭ Clara Iakchy
    2. Stephan Báthory von Somlyó (* 1477, † 17. März 1534), Woiwode von Transsylvanien, Stammvater der Linie Báthor de Somlyó ⚭ Catharina Thelegdy (siehe unten Báthor de Somlyó)
    3. Moritz Báthory
    4. Elisabeth ⚭ Michael von Kiswárda, ⚭ Georg Bánfi von Nagy-mihály
    5. Catharina ⚭ Ladislaus von Sarmaság
    6. Barbara ⚭ Andreas Chyre Almosdy

  6. Anna ⚭ Ladislaus Agárdy
  7. Veronica ⚭ Nicolaus Zokoly
  8. Dominicus, Statthalter von Iászov
  9. Pelbartus oder Perbartus, alias Gerardus
  10. Potentia ⚭ Laurentz Lökös von Kálló
  11. Adviga ⚭ Ladislaus Kenderes
  12. Margaretha ⚭ Ladislaus Semsej
  13. Barbara
  14. Johannes Báthory ⚭ Barbara Zokoly
    1. Georg Stanislofi Báthory
    2. Ladislaus Stanislofi Báthory
      1. Barbara ⚭ Franz Irinyi
      2. Magdalena ⚭ Emmerich Tunyoghi
      3. Johannes Stanislofi Báthory
        1. Franz Stanislofi Báthory ⚭ Susanna Strauss

      4. Sophia ⚭ Antonius Thegzes

    3. Johannes Stanislofi Báthory
    4. Peter Stanislofi Báthory
      1. Alexius Stanislofi Báthory ⚭ Anna Iakchy
        1. Caspar Stanislofi Báthory
        2. Peter Stanislofi Báthory
        3. Catharina ⚭ Stephan Lonyai

    5. Emmerich Stanislofi Báthory
      1. Peter Stanislofi Báthory
      2. Anna ⚭ Balthar Horváth

  15. Stephan Báthory
    1. Siegmund Stanislofi Báthory ⚭ Anna von Mazedonien
      1. Wolfgang Stanislofi Báthory
        1. Siegsmund Stanislofi Báthory
          1. Siegmund Stanislofi Báthory junior
          2. Sophia ⚭ 1. Thomas Bánfi Lossoncz ⚭ 2. Gabriel Perneszi von Osztopan

        2. Anna ⚭ Franz von Kálló

      2. Nicolaus Stanislofi Báthory ⚭ Susanna von Makra
        1. Siegmund Stanislofi Báthory
        2. Stephan Stanislofi Báthory ⚭ Barbara von Parlagh
          1. Susanna ⚭ 1. Andreas von Chetnek ⚭ 2. Michael Vraj

    2. Andreas Stanislofi Báthory ⚭ Barbara von Kálló
    3. Johannes Stanislofi Báthory
    4. Stephan Stanislofi Báthory

### Báthory von Somlyó
Stephan Báthory von Somlyó (1477–1534), Woiwode von Transsylvanien, ⚭ Catharina Thelegdy
1. Elisabeth ⚭ Ludwig Pewkri von Petrowyna, ⚭ Ladislaus Kerechényi von Kanyafölde
2. Andreas Báthory von Somlyó ⚭ Margaretha Majláth
  1. Stephan Báthory von Somlyó ⚭ 1. Susanna Bebek von Pelsocz 2. Sophia Kostka von Stemberg
    1. Gabriel Báthory (1589–1613) Woiwode von Transsylvanien ⚭ Anna Horváth (* ~1590, † ~1628)
    2. Anna (1594–1636) ⚭ Dionysius Bánfi von Lossoncz ⚭ Siegmund Jósika
    3. Andreas Báthory (1597–1637) von Somlyó, letzter seiner Linie ⚭ Anna Zakreszka (~1600 – 1658)
      1. Hedwig ⚭ Lupstovkio, dann Nonne im Orden des Hl. Benedikt in Polen
      2. Sophia (* 1629 in Somlyó, † 14. Juni 1680 in Munkács) ⚭ Georg II. Rákóczi (* 30. Januar 1621 in Sárospatak; † 7. Juni 1660 in Großwardein), Fürst von Siebenbürgen. Sophia vererbte das Vermögen der Báthory von Somlyó an ihre Nachkommen, die zu den Rákóczis gezählt werden.

  2. Balthasar Báthory (1560–1594) ⚭ Maria Kendy
  3. Andreas Báthory (1563–1599) Kardinal, Woiwode von Transsylvanien
  4. Elisabeth ⚭ 1. Christof Hagymássi von Beregszo 2. Franz Dobó von Ruzka
3. Christoph Báthory (1530–1581), Woiwode von Transsylvanien ⚭ Elisabeth Bocskai (* ~1550, † 15. Februar 15819)
  1. Sigismund Báthory (1572–1613), Woiwode von Transsylvanien ⚭ Erzherzogin Maria Christina von Innerösterreich
  2. Griseldis (~1570–1590) ⚭ Johannes Zamoiski
  3. Nicolaus Báthory von Somlyó
4. Stephan Báthory (* 27. September 1533, † 12. Dezember 1586), Woiwode von Transsylvanien, König von Polen ⚭ 1. Mai 1576 Anna Jagiellonica
5. Sophia ⚭ Demetrius Chaky
6. Anna ⚭ 1. Caspar Drágfi von Béltik, 2. Anton Drugeth von Homonna, 3. Georg Báthory (deren Kinder siehe bei den Báthory von Ecsed unten), 4. Clement Póczy

### Báthory von Ecsed
Johannes Báthory ⚭ Catharina von Zántó, Tochter des Johannes von Zántó
1. Bartholomäus Báthory
2. Stephan Báthory († 1444 in Varna), Herr der Königlichen Truchsessen, Richter am Königlichen Gerichtshof, ⚭ 1. Ursula, Tochter des Georg von Kis-rapolcsa 2. Barbara, Witwe des Caspian
  1. Catharina ⚭ Georg von Marczal
  2. Ladislaus Báthory
  3. Andreas Báthory ⚭ Juliana Dráfi von Béltek
    1. Barbara ⚭ Emmerich von Perén
    2. Georg Báthory  ⚭ Catharina Buzlai
    3. Stephan Báthory (1490–1530), Palatin von Ungarn, ⚭ Sophia Herzogin von Masowien
      1. Clara Báthory ⚭ Karl, Herzog von Münsterberg (diese Heirat widerspricht anderen Quellen)

    4. Andreas Báthory, Graf von Szatmar ⚭ Catharina von Rozgon
      1. Andreas Báthory, Richter am Königlichen Gerichtshof, ⚭ 1. Anna Thurzo von Bethlenfalva, ⚭ 2. Catarina Mindszenti
      2. Bonaventura Báthory
      3. Georg Báthory (1534–1571) ⚭ Anna Báthory von Somlyó (siehe oben)
        1. Stephan Báthory (* 1555, † 1605), Richter am Königlichen Gerichtshof, letzter seiner Linie, ⚭ Euphrosyne Drugeth von Homonna
        2. Elisabeth (1560–1614) ⚭ Franz Nádasdy, sie vererbte das Vermögen der Báthory von Ecsed, das sie von ihrem älteren Bruder übernommen hatte, an ihre Nachkommen, die zu den Nádasdys gezählt werden
        3. Clara ⚭ Michael von Varda
        4. Sophia ⚭ Andreas Fygedi

      4. Johannes Báthory
      5. Clara († 1546) ⚭ 1. Stephan IV. Drugeth von Homonna, ⚭ 2. Anton von Lossoncz, ⚭ 3. Johannes Béssi, ⚭ 4. Valentin Pállyai
      6. Nicolaus Báthory, Richter am Königlichen Gerichtshof, ⚭ Euphrosyne von Lossoncz

    5. Euphrosyne

  4. Stephan Báthory (1430–1493), Woiwode von Transsylvanien, Richter am Königlichen Gerichtshof
  5. Peter Báthory
  6. Paul Báthory
  7. Nicolaus Báthory (1435–1506), Bischof von Vác
  8. Margarethe ⚭ Michael Szilágyi, ⚭ 1498 Paul Bánfi
3. Benedict Báthory
4. Michael Báthory
5. Johannes Báthory
6. Thomas Báthory ⚭ 1446 Christina
  1. Potentia
  2. Veronica ⚭ Dominic Dobó von Ruzka
  3. Margarethe ⚭ Johannes von Kálló
7. diverse Töchter

## Wappen
Das Stammwappen der Báthory de Somlyó et Ecsed zeigt in Rot drei nach vorn gerichtete silberne Querspitzen. Auf dem Helm mit rot-silbernen Decken ein wie der Schild bezeichneter Flug. Später wiesen die Querspitzen (mitunter als Wolfs- oder Drachenzähne gedeutet) auch nach hinten. Der Flügel auf dem Helm wurde dann auch schwarz dargestellt und die Helmzahl auf zwei gleiche, zugewandte verdoppelt. Als Schildhalter ein grüner Drache. Der Sage nach soll der unter dem ungarischen König Salomon lebende berühmte ungarische Held Opos einen Drachen getötet haben und zum Lohn ein Schloss bei Ecsed erhalten haben.

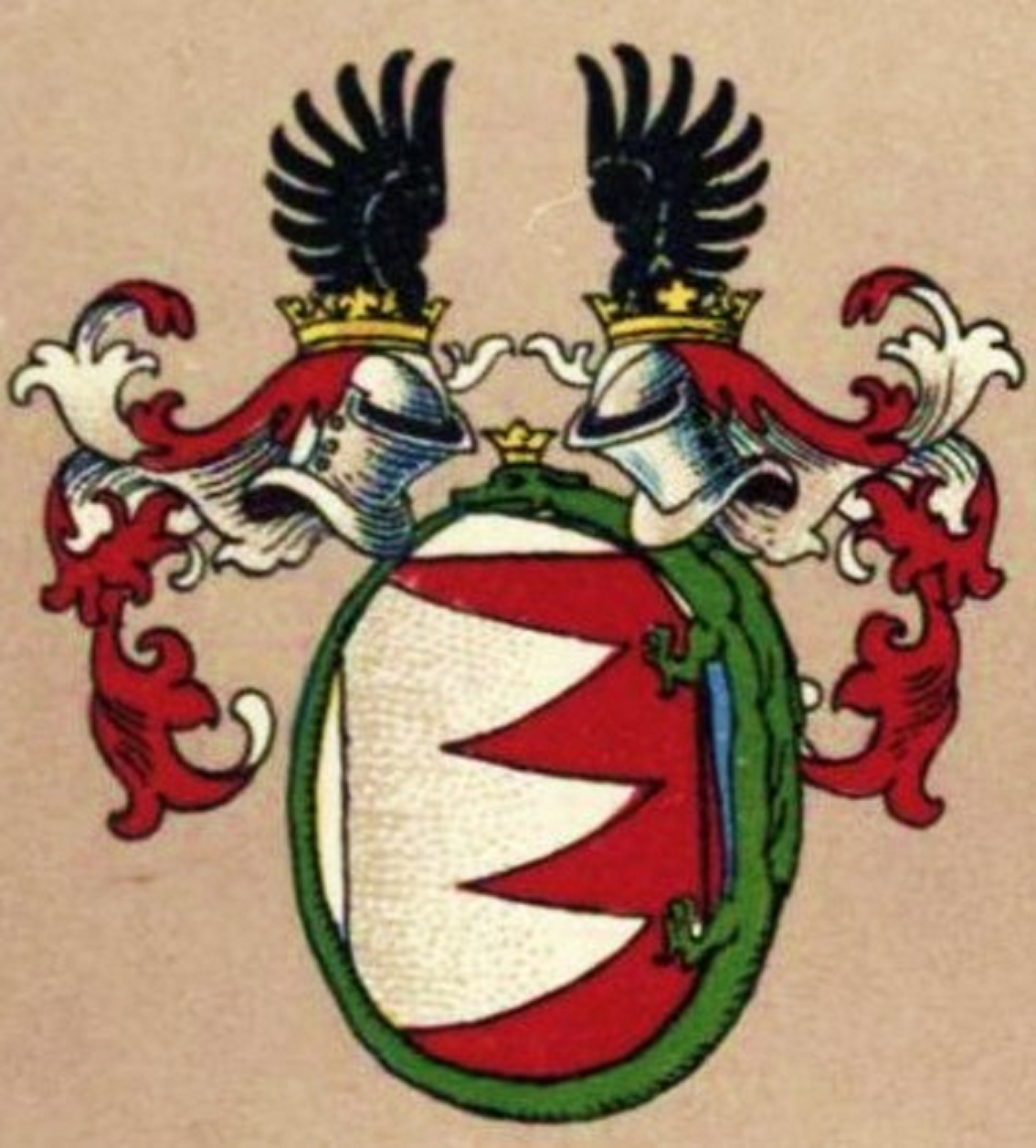
Spätere Variante des Familienwappens der Báthory de Somlyó et Ecsed
Wappen der Elisabeth Báthory: weiße Drachenzähne auf rotem Grund